# علاء الدين (مسلسل إماراتي)
علاء الدين، مسلسل إماراتي عرض في 2021.

## الممثلون
- عبد الناصر درويش في دور «علاء الدين»
- أحمد العونان في دور «جاسم»
- سلطان الفرج في دور «خلف»
- علي التميمي في دور «فرحان»
- نيفين ماضي في دور «قمر»
- نورة العقيلي في دور «شمس»
- نصر حماد في دور «زعزوع»
- ميثم بدر في دور «عماري»
- فاطمة البنداري
- هيفاء العلي في دور «المذيعة»
- خليفة السعدي في دور «ماجد»
- سعيد المعمري في دور «فارس»
- رقية ماغي
- رشا العبيدي
- عادل خميس
- عبد الوهاب زعبوبة
- رينا بشور
- رامي الرومي

### ضيوف الشرف
- أحمد الجسمي
- منصور الفيلي
- خلف الأحبابي
- علي مانع
- عبد الله بو شامس
- زايد حمزة